# Bart Hoolwerf
Albertus „Bart“ Hoolwerf (* 27. Januar 1998) ist ein niederländischer Eisschnellläufer. Er hat sich auf die Disziplin Massenstart spezialisiert.

## Werdegang
Hoolwerf startete in der Saison 2021/22 in Tomaszów Mazowiecki erstmals im Weltcup und holte im Massenstart in Calgary seinen ersten Weltcupsieg. Nach Platz drei im Massenstart zu Beginn der Saison 2022/23 beim Weltcup in Stavanger, siegte er in Heerenveen sowie in Tomaszów Mazowiecki und errang damit den dritten Platz im Massenstart-Weltcup. Beim Saisonhöhepunkt, den Einzelstreckenweltmeisterschaften 2023 in Heerenveen, gewann er die Silbermedaille im Massenstart. In der folgenden Saison wurde er im Weltcup in Tomaszów Mazowiecki sowie in Salt Lake City jeweils Dritter und in Obihiro Erster. Außerdem lief er bei den Einzelstreckenweltmeisterschaften 2024 in Calgary auf den fünften Platz im Massenstart und holte bei den Europameisterschaften 2024 in Heerenveen die Bronzemedaille in der Teamverfolgung. Die Saison beendete er erneut auf dem dritten Platz im Massenstart-Weltcup. In der Saison 2024/25 gewann er in Peking seinen fünften Weltcup und kam mit zwei zweiten Plätzen sowie einen dritten Platz, auf den zweiten Platz im Massenstart-Weltcup. Bei den Einzelstreckenweltmeisterschaften 2025 in Hamar wurde er Vierter im Massenstart.
Bei niederländischen Meisterschaften siegte er bisher zweimal im  Massenstart (2022, 2025) und einmal in der Teamverfolgung (2024).

## Erfolge

### Einzelstrecken-Weltmeisterschaften
- 2023 Heerenveen: 2. Platz Massenstart
- 2024 Calgary: 5. Platz Massenstart
- 2025 Hamar: 4. Platz Massenstart

### Europameisterschaften
- 2024 Heerenveen: 3. Platz Teamverfolgung

### Weltcupsiege im Einzel
| Nr. | Datum             | Ort                 | Disziplin   |
| --- | ----------------- | ------------------- | ----------- |
| 1.  | 11. Dezember 2021 | Calgary             | Massenstart |
| 2.  | 18. November 2022 | Heerenveen          | Massenstart |
| 3.  | 19. Februar 2023  | Tomaszów Mazowiecki | Massenstart |
| 4.  | 10. November 2023 | Obihiro             | Massenstart |
| 5.  | 1. Dezember 2024  | Peking              | Massenstart |

### Persönliche Bestleistungen
| Disziplin | Zeit         | Datum             | Ort        |
| --------- | ------------ | ----------------- | ---------- |
| 500 m     | 37,30 s      | 11. Oktober 2024  | Heerenveen |
| 1000 m    | 1:33,05 min  | 16. März 2013     | Dronten    |
| 1500 m    | 1:45,12 min  | 29. Dezember 2023 | Heerenveen |
| 3000 m    | 3:56,17 min  | 15. Oktober 2016  | Inzell     |
| 5000 m    | 6:24,34 min  | 26. Dezember 2021 | Heerenveen |
| 10.000 m  | 13:39,23 min | 28. Dezember 2021 | Heerenveen |